# Lycaenesthini
De Lycaenesthini zijn een geslachtengroep van vlinders uit de onderfamilie Polyommatinae blauwtjes). De wetenschappelijke naam werd gepubliceerd in 1929 door Lambertus Johannes Toxopeus.

## Geslachten
- Anthene Doubleday, 1847
- Cupidesthes Aurivillius, 1895
- Monile Ungemach, 1932
- Neurellipes Bethune-Baker, 1910
- Triclema Karsch, 1893